# 私が言う前に抱きしめなきゃね
「私が言う前に抱きしめなきゃね」（わたしがいうまえにだきしめなきゃね）は、Juice=Juiceのインディーズ・デビューシングル。2013年4月3日にアップフロントワークスから発売された。

## 背景
- 同年9月11日リリースのメジャーデビューシングルでは、7月にグループを脱退した大塚愛菜[3]を除く5人で再録、さらにアレンジも変更したニュー・バージョン『MEMORIAL EDIT』として同楽曲が収録されている[4]。

## 収録曲
1. 私が言う前に抱きしめなきゃね
作詞・作曲:つんく、編曲:平田祥一郎
2. 私が言う前に抱きしめなきゃね（Instrumental）

## 参加メンバー
- 宮崎由加、金澤朋子、高木紗友希、大塚愛菜、宮本佳林、植村あかり

## 参加ミュージシャン
- プログラミング：平田祥一郎
- コーラス：CHINO